# Camilla nigrifrons
Camilla nigrifrons is een vliegensoort uit de familie van de Camillidae. De wetenschappelijke naam van de soort is voor het eerst geldig gepubliceerd in 1933 door Collin.